# Црвена звезда (баскетбольный клуб)
«Црвена звезда» — сербский профессиональный баскетбольный клуб из города Белград, название клуба переводится как «Красная звезда».

## История
Команда была образована сразу после окончания Второй мировой войны в 1945 году, и сразу завоевала авторитет в бывшей Югославии, в период с 1946 по 1955 год не проиграв ни одного чемпионата страны. Также является обладателем Кубка Кубков 1974 года. В настоящее время играет в Сербской Суперлиге, Адриатической лиге и Кубке Европы. С 1988 по 1993 годы главным тренером клуба был Предраг Бадняревич.
В апреле 2019 года баскетбольный клуб выиграл Адриатическую лигу и, тем самым, вышел в Евролигу.

## Титулы
Национальные
- Чемпион Сербии: 2015, 2016, 2017, 2018, 2019, 2021, 2022, 2023
- Чемпион Сербии и Черногории: 1993, 1994, 1998
- Чемпион Югославии: 1946, 1947, 1948, 1949, 1950, 1951, 1952, 1953, 1954, 1955, 1969, 1972
- Кубок Сербии: 2004, 2006, 2013, 2015, 2016, 2017, 2021, 2022, 2023
- Кубок Югославии: 1971, 1973, 1975

Международные
- Чемпион Адриатической лиги: 2015, 2016, 2017, 2019, 2021, 2022, 2024
- Кубок обладателей кубков: 1974

## Сезоны
| Сезон   | Лига   | Уровень | Рег. чемп. | Плей-Офф | Регион    | Еврокубки                            |
| ------- | ------ | ------- | ---------- | -------- | --------- | ------------------------------------ |
| 2011-12 | А Лига | 1       | 1          | Финалист | 10        | -                                    |
| 2012-13 | А Лига | 1       | 2          | Финалист | Финалист  | Топ-16 Еврокубка                     |
| 2013-14 | А Лига | 1       | 2          | Финалист | Полуфинал | Гр.этап Евролиги Полуфинал Еврокубка |
| 2014-15 | А Лига | 1       | 1          | Чемпион  | Чемпион   | Топ-16 Евролиги                      |
| 2015-16 | А Лига | 1       | 1          | Чемпион  | Чемпион   | 1/4 финала                           |

## Главные тренеры
- 1946—1957 —  Небойша Попович
- 1958—1959 —  Александар Геч
- 1960—1970 —  Милан Бжегожевик
- 1970—1971 —  Джордже Андрияшевич
- 1971—1973 —  Братислав Джорджевич
- 1973—1974 —  Александр Николич
- 1974—1976 —  Неманья Джурич
- 1976 —  Страхинья Алагич
- 1976—1979 —  Братислав Джорджевич
- 1979 —  Драгиша Вучинич (и.о.)
- 1979 —  Миле Протич
- 1979—1986 —  Ранко Жеравица
- 1986—1988 —  Владе Джурович
- 1988—1991 —  Зоран Славнич
- 1991—1992 —  Душко Вуйошевич
- 1992—1994 —  Владислав Лучич
- 1994 —  Веселин Матич (и.о.)
- 1994—1995 —  Зоран Славнич
- 1995 —  Михайло Увалин (и.о.)
- 1995—1996 —  Борислав Джакович
- 1996—1997 —  Михайло Павичевич
- 1997 —  Ранко Жеравица
- 1997 —  Томас Людвиг
- 1997—1998 —  Владислав Лучич
- 1998 —  Михайло Павичевич
- 1998 —  Борислав Джакович
- 1998—1999 —  Йовица Антонич
- 1999 —  Момир Милатович (и.о.)
- 1999—2000 —  Владислав Лучич
- 2000—2001 —  Стеван Караджич
- 2001 —  Мирослав Николич
- 2001—2002 —  Зоран Кречкович
- 2002 —  Мирослав Николич
- 2002—2003 —  Александар Трифунович
- 2003—2004 —  Змаго Сагадин
- 2004—2005 —  Александар Трифунович
- 2005—2007 —  Драган Шакота
- 2007—2008 —  Стеван Караджич
- 2008 —  Милан Шкобаль (и.о.)
- 2008—2009 —  Светислав Пешич
- 2009 —  Ацо Петрович
- 2009—2010 —  Александар Трифунович
- 2010—2011 —  Михайло Увалин
- 2011 —  Саша Никитович
- 2011—2012 —  Светислав Пешич
- 2012 —  Миливое Лазич
- 2012—2013 —  Владимир Вукойчич
- 2013—2017 —  Деян Радонич
- 2017—2018 —  Душан Алимпиевич
- 2018 —  Миленко Топич (и.о.)
- 2018—2019 —  Милан Томич
- 2019 —  Андрия Гаврилович (и.о.)
- 2019—2020 —  Драган Шакота
- 2020 —  Саша Обрадович[2]
- 2020—2022 —  Деян Радонич[3]
- 2022 —  Владимир Йованович
- 2022—2023 —  Душко Иванович[4]
- 2023—н.в. —  Яннис Сферопулос[5]